# Joan Crespo
Joan Crespo Sistiaga (ur. 29 stycznia 1988 r. w San Sebastián) – hiszpański kajakarz górski, mistrz świata, brązowy medalista mistrzostw Europy.
W 2019 roku na mistrzostwach świata w La Seu d’Urgell zdobył złoty medal w zawodach drużynowych oraz brązowy – w jedynce.